# Rodolfo Michels Cabero
Rodolfo Michels Cabero (Santiago, 18 de abril de 1895 - ibíd, 29 de enero de 1966) fue un ingeniero en minas y político chileno, miembro del Partido Radical (PR). Se desempeñó como diputado de la República en representación de La Serena (1924; 1926-1930) y, luego como senador por Atacama y Coquimbo entre 1933 y 1941.

## Biografía

### Familia y juventud
Nació en Santiago de Chile el 18 de abril de 1895. Fu hijo de Carlos E. Michels y de Cristina Cabero. Estuvo casado con Lily Radbil, con quién fue padre de dos hijos: Rodolfo y Cristina.

### Estudios y vida laboral
Realizó sus estudios en el Internado Nacional Barros Arana, y en el Liceo de Rancagua. Sus estudios superiores los realizó en el Institute of Engineering de Chicago. Se tituló de ingeniero en 1919.
Se desempeñó en actividades ligadas con la minería, por ejemplo fue director de la Caja de Crédito Minero, director de la Fábrica Maestranza del Ejército, vicepresidente y director residente de la Chile Exploration Co., Andes Copper Mining Co., y Santiago Minig Co., presidente de la Compañía Explotadora de Minas, gerente de la Compañía Minera Huanuni y de las minas de Estado de Abicaya. Vicepresidente de The Anaconda Company desde 1962 hasta mayo de 1965 y luego director hasta su fallecimiento.

## Trayectoria política
Militó en el Partido Radical (PR).
En las elecciones parlamentarias de 1924 resultó electo como diputado por La Serena, Elqui y Coquimbo, ocasión en la que fue presidente de la Comisión Permanente de Presupuestos.
Dos años más tarde, fue electo diputado por La Serena, Coquimbo, Elqui, Ovalle, Combarbalá e Illapel, para el período legislativo 1926-1930. En la Cámara perteneció a las comisiones de Hacienda, Salitre, Guerra y Marina. En 1926, su participación en el Comité Secreto, integrado por Rafael Luis Gumucio, Jorge Alessandri Rodríguez, Leonardo Guzmán, Santiago Labarca, José Ramón y Luis Gutiérrez Allende, Domingo Durán, entre otros, le significó ser deportado. Este organismo perseguía el resguardo del régimen democrático y la defensa de las libertades públicas.
En las elecciones parlamentarias de 1932, fue electo senador en representación de la Segunda Agrupación Provincial de Atacama y Coquimbo, para el período 1933-1941. Integró la Comisión de Ejército y Marina y la Comisión de Higiene y Asistencia Pública.
Posteriormente, en la administración pública fue Gobernador de Chañaral hasta julio de 1932, e intendente de Coquimbo, desde el 22 de julio al 2 de noviembre de 1932.
Fue presidente de la delegación chilena y comisario general del Pabellón de Chile en la Exposición Internacional de Nueva York en 1939. Adicto a la delegación de Chile en Bolivia, y embajador en los Estados Unidos desde 1940 a 1944.
Fue propietario de la mina de oro Caballo Muerto en Pueblo Hundido, y miembro de la Sociedad Geográfica de Estados Unidos. En la Sociedad Nacional de Minería (Sonami): fue su vicepresidente y luego director, representando a la Asociación Minera de Pueblo Hundido ante el Consejo. Perteneció a la Sociedad Científica de Chile.

## Obra
- Discurso del senador don Rodolfo Michels, sobre la huelga ferroviaria y objeciones de los señores Urrutia y Santa María.-- EN: En defensa del régimen constitucional.-- Santiago, Chile. s.n., 1935.-- p.31-36.